# Ẩm thực Inca

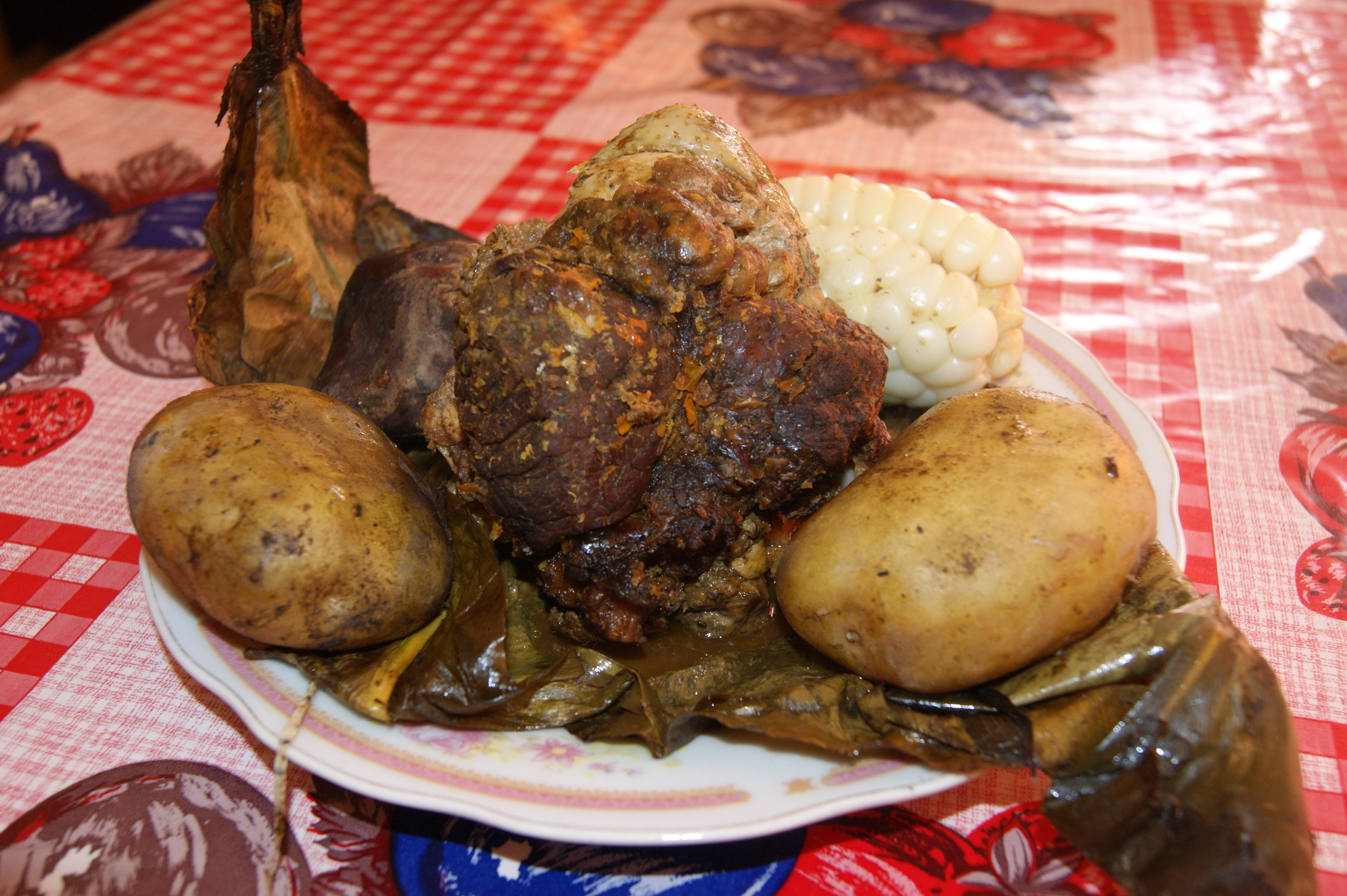
Món Pachamanca

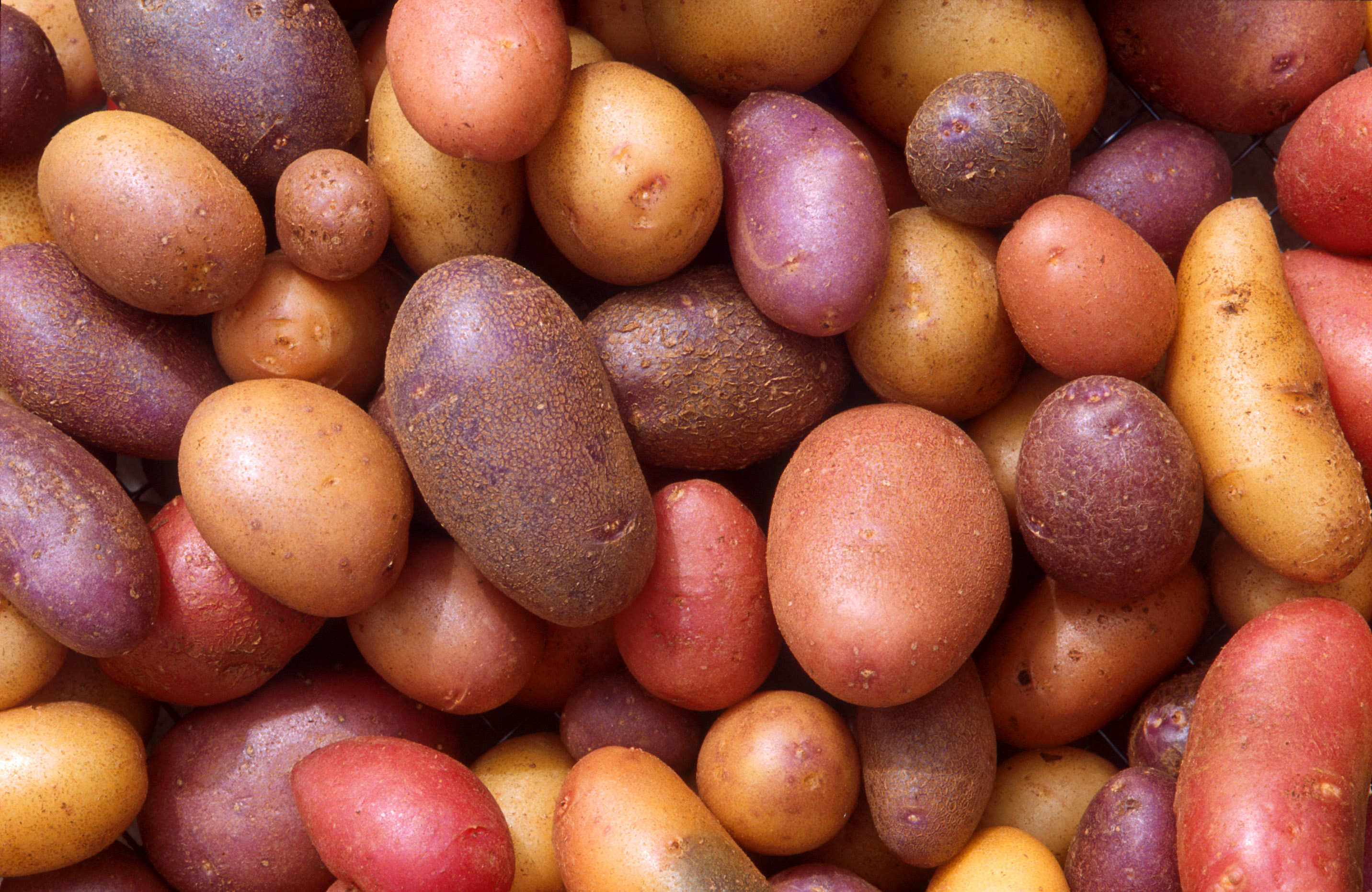
Khoai tây là nguyên liệu phổ biến trong ẩm thực Inca

Ẩm thực Inca là nền ẩm thực từ nền văn minh Inca có nguồn gốc từ thời tiền Colombia trong lịch sử Inca từ thế kỷ 13 đến thế kỷ 16. Nền văn minh Inca trải dài trên nhiều vùng, do đó có rất nhiều loại thực vật và thú vật được sử dụng làm thực phẩm, nhiều trong số đó vẫn chưa được biết đến bên ngoài Peru. Các nguyên liệu quan trọng nhất là nhiều loại củ, rễ và ngũ cốc. Cây ngô (băp) được ưa chuộng, nhưng không thể được trồng rộng rãi như ở xa hơn về phía bắc. Các nguồn thịt phổ biến nhất là chuột lang nhà và lạc đà không bướu và cá khô. Ngoài ra còn có một số loại đất sét ăn được, như pasa, được dùng làm nước sốt cho khoai tây và các loại củ khác, và chaco là thứ được người nghèo hoặc người sùng đạo sử dụng. Cũng giống như ở phần còn lại của Trung và Nam Mỹ thì ớt là một phần quan trọng trong chế độ ăn uống. 

## Đại cương
Vương quốc Inca trải dài theo hướng bắc-nam, bao gồm nhiều vùng khí hậu khác nhau. Đặc biệt ở Peru, các dãy núi tạo điều kiện cho các vùng trồng trọt rất đa dạng ở các độ cao khác nhau Các mặt hàng chủ lực của người Inca bao gồm nhiều loại thực vật có củ và rễ ăn được như khoai tây và khoai lang, với hàng trăm loại khác nhau, trong đó, có hơn 4.000 loại được biết đến ở Peru và được thuần hóa trong khu vực từ giữa đến đầu năm 3000 trước Công nguyên. Cây paiko (Dysphania ambrosioides) là một phần trong chế độ ăn uống của người Inca để dùng làm rau sống
Người dân Altiplano thuần hóa hai loài động vật lớn: lạc đà không bướu Llama và lạc đà không bướu Alpaca. Chúng nuôi lấy len và được sử dụng làm súc vật thồ, thường được sử dụng trong các đoàn lữ hành lớn. Trong số các sản phẩm thực phẩm làm từ lạc đà của Peru có sharqui là những dải thịt khô là nguồn gốc của món thịt khô ngày nay. Một loại thịt khác dành cho hoàng gia là của loài thằn lằn được gọi là Dicrodon holmbergi. Món thịt phổ biến của dân thường là Cuy (chuột lang). Chúng được thuần hóa vào năm 2000 trước Công nguyên và rất dễ nuôi và mắn đẻ. Chuột lang nhà thường được nấu bằng cách nhồi đá nóng vào chúng. Nội tạng thường được sử dụng như một thành phần trong món súp cùng với khoai tây, hoặc làm nước sốt.

## Chú thích

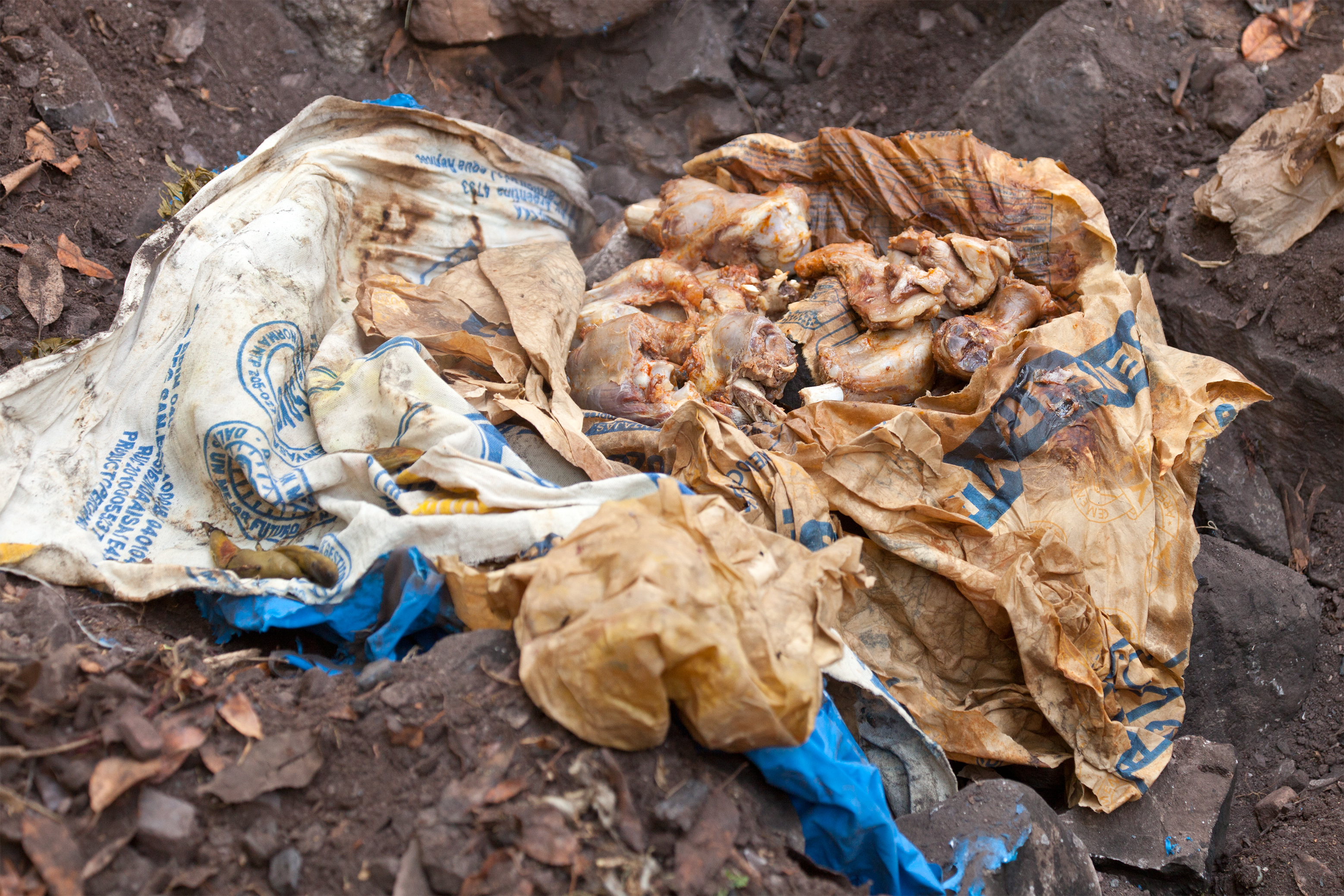
Chuẩn bị món Pachamanca